# Stublach
Stublach var en civil parish från 1866 till 1892 då den blev en del av Lach Dennis, i grevskapet Cheshire, i England. Civil parish var belägen 6 km från Northwich och hade 37 invånare år 1881.